# Ozzano dell'Emilia
Ozzano dell'Emilia é uma comuna italiana da região da Emília-Romanha, província de Bolonha, com cerca de 10.399 (2001) habitantes. Estende-se por uma área de 64 km², tendo uma densidade populacional de 162 hab/km². Faz fronteira com comunilimitrofi = Castenaso, San Lazzaro di Savena, Budrio, Granarolo dell'Emilia, Castel San Pietro Terme, Monterenzio, Bologna, Pianoro, Medicina, Minerbio, Castel Maggiore, Dozza, Bentivoglio, Fontanelice, Borgo Tossignano, Castel Guelfo di Bologna, Casalecchio di Reno, Casalfiumanese, Baricella, San Giorgio di Piano.

## Demografia
| Variação demográfica do município entre 1861 e 2011                               |
|                                                                                   |
| Fonte: Istituto Nazionale di Statistica (ISTAT) - Elaboração gráfica da Wikipedia |